# Grigore Vieru
Grigore Vieru, född 14 februari 1935 i Pererita, Hotin i Rumänien, död 18 januari 2009 i Chișinău i Moldavien, var en moldavisk poet och författare.